# ديفيد يونغ (روائي)
ديفيد يونغ (بالإنجليزية: David Young)‏ (27 مايو 1958، كينغستون أبون هال في المملكة المتحدة)؛ كاتب، صحفي وروائي بريطاني.